# Juan Errazquin
Juan Errazquin Tomás (Leones, Córdoba, Argentina, 22 de junio de 1906- Irún, España, 6 de enero de 1931) fue un futbolista español de la década de 1920. 
Fue durante 95 años el goleador más joven de la historia de la selección española absoluta con 18 años y 334 días. El 6 de septiembre de 2020 su récord de precocidad fue superado por el jugador del FC Barcelona Ansu Fati, quien anotó con 17 años y 311 días.

## Trayectoria
Juan Errazquin nació en Leones, Córdoba, Argentina, el 22 de junio de 1906, hijo de inmigrantes españoles en Argentina. De joven regresó a España junto a sus padres, comenzando a jugar al fútbol. En la temporada 1920-21 comenzó a destacar en el equipo reservas del Real Unión Club con apenas 15 años. Se asentó definitivamente como delantero del primer equipo en la temporada 1923-24. Con el Real Unión Club ganó dos Copas del Rey, las celebradas en 1924 y 1927.  
Disputó 6 partidos con la selección española, logrando convertirse en ese momento (y durante los siguientes 95 años) en el jugador español más joven en anotar con la selección española. El récord se estableció en un partido amistoso disputado el 1 de junio de 1925 entre España y Suiza en Berna, en el estadio Neufeld. En él, anotó los tres goles que permitieron a España hacerse con el triunfo por 0-3. Dicho récord permaneció vigente durante 95 años, hasta que el 6 de septiembre de 2020 el jugador Ansu Fati consiguió anotar con la selección española con 17 años y 311 días en un partido contra Ucrania. A pesar de ello, sigue siendo el jugador más joven en anotar un triplete con España. 
A lo largo de toda su trayectoria internacional disputó un total de 6 partidos, sumando 6 goles.

## Muerte
Falleció el 6 de enero de 1931 en Irún a la edad de 24 años por tuberculosis.

## Palmarés
| Título       | Club            | País   | Año  |
| ------------ | --------------- | ------ | ---- |
| Copa del Rey | Real Unión Club | España | 1924 |
| Copa del Rey | Real Unión Club | España | 1927 |